# Portret księcia Rudolfa IV
Portret księcia Rudolfa IV – gotycki obraz przedstawiający księcia Rudolfa IV Założyciela z dynastii Habsburgów. Jest najstarszym malarskim przedstawieniem władcy na terenie krajów niemieckojęzycznych. Stanowi jeden z przykładów austriackiej sztuki dworskiej doby gotyku, która za panowania tegoż księcia osiągnęła znaczący progres. Obraz jest eksponowany w Wiedniu, w Arcybiskupim Muzeum Katedralnym (Erzbischöflichen Dommuseum Wien).
Obraz ukazuje en trois quarts koronowanego władcę na ciemnym, neutralnym tle. Tożsamość poświadcza ukazana w górnej części ramy pisana gotycką minuskułą inskrypcja: Rudolfus · Archidux · Austrie · e[t] cet [era]·  Książę został tu przedstawiony jako mężczyzna w sile wieku, o wydatnie podkreślonych cechach fizjonomicznych. Postać tu ukazana charakteryzuje się wysokim czołem (częściowo zasłoniętym koroną) wydatnie podkreślonymi łukami brwiowymi, nieco opuszczonymi w dół ciemnymi oczami, dużym nosem, lekko otwartymi ustami i podkreśloną brodą. Spod korony wyłaniają się sięgające do ramion włosy o złocisto-rudawych tonacjach oraz lekko falujących kosmykach, delikatnie podkreślono zarost - złociste wąsy i ciemnorudawa broda. Twarz jest modelowana za pomocą zarówno konturów i miękkiego modelunku światłocieniowego, dzięki czemu zyskuje na naturalizmie. Z jubilerską precyzją malarz namalował obficie zdobiony złocistym ornamentem ciemnobrązowy płaszcz okrywający wyłaniającą się pod szyją czerwoną szatę. Wysoką koronę o zębatym zarysie pokrywa gęsto ornament roślinny, przybierający dynamiczne, faliste formy. Koronę wieńczy pojedynczy, bogato kameryzowany kabłąk, który wieńczy kula z krzyżykiem.
Obraz ten był przedmiotem licznych dyskusji nad problematyką tradycji wizerunków królewskich oraz książęcych i genezy autonomicznego portretu władcy. Nie jest wykluczone że wiedeński obraz jest najstarszym portretem w dziejach sztuki krajów niemieckojęzycznych. Prócz prezentowanego w paryskim Luwrze popiersiowego przedstawienia króla Francji Jana II Dobrego wiedeński obraz jest najstarszym tego typu na północ od Alp.
Charakterystyczna korona którą ukazano na portrecie Rudolfa IV akcentuje dalekie ambicje polityczne władcy, aczkolwiek widoczny na inskrypcji tytuł arcyksięcia uzyskał bezprawnie, wydając Privilegium Maius jako reakcję na program Złotą Bullę, gdzie w składzie elektorów wybierających cesarza nie uwzględniono księstwa Austrii. Bogato kameryzowany i zwieńczony krzyżykiem kabłąk jest aluzją do Korony Rzeszy. Podobne korony zdobią władcę i jego małżonkę Katarzynę Luksemburską w innych przedstawieniach plastycznych, m.in. w rzeźbach na ościeżach portali Bramy Książęcej i Bramy Śpiewaków prowadzących do wnętrza wiedeńskiej katedry, gdzie zachował się kenotaf pary książęcej, witraż oraz figura władcy w kaplicy Świętego Eligiusza. W Muzeum Miejskim Wiednia zachował się zespół pełnoplastycznych figur zdobiących pierwotnie naroża wieży południowej katedry Świętego Szczepana (oprócz pary książęcej figury m.in. Karola IV i jego pierwszej żony Blanki oraz Albrechta II i Johanny von Pfirt).